# Питеелвен
Питеелвен (на шведски: Piteälven) е река в Северна Швеция (провинция Норботен), вливаща се в Ботническия залив на Балтийско море. Дължина 400 km, площ на водосборния басейн 11 285 km².

## Географска характеристика
Река Питеелвен изтича от югоизточната част на езерото Пескехауре, разположено на 577 m н.в. в северната част на Скандинавските планини. В горното и средно течение тече в предимно тясна и дълбока долина с множество бързеи, прагове и водопади (Тролфорсен, Стурфорсен, Фелфорсен и др.) и преминава през множество проточни езера (Чегелвас, Вуолвояуре, Етняяуре и много други). След водопада Стурфорсен долината ѝ се разширява и тече през хълмиста равнина. Влива се в северозападната част на Ботническия залив на Балтийско море, на 6 km северозападно от град Питео.
Водосборният басейн на река Питеелвен обхваща площ от 11 285 km². Речната ѝ мрежа е двустранно развита. На североизток и югозапад водосборният басейн на Питеелвен граничи с водосборните басейни на реките Люлеелвен, Бюскеелвен, Шелефтеелвен и други по-малки, вливащи се в Ботническия залив на Балтийско море, а на северозапад – с водосборните басейни на малки и къси реки, вливащи се в Норвежко море).
Основни притоци:
- леви – Арвесйоки, Суойнакйоки, Варисон, Истре;
- десни – Рапенйоки, Абмоелвен, Вистон.[1]

Питеелвен има предимно снежно подхранване с ясно изразено пролетно-лятно пълноводие (май и юни), предизвиквано от снеготопенето, характерни епизодични есенни прииждания в резултат от поройни дъждове във водосборния ѝ басейн и зимно маловодие. Среден годишен отток в долното течение 167 m³/s. Замръзва през декември, а се размразява през април.

## Стопанско значение, селища
Водите на реката основно се използват за битово и промишлено водоснабдяване и воден туризъм. Най-големите селища по течението ѝ са градовете Елвсбюн, Ейебюн и Питео.